# Rückkehr der phantastischen 5!
Rückkehr der phantastischen 5! ist der Titel des dritten Studioalbums der deutschen Band Extrabreit von 1982. Es wurde, wie auch schon die beiden vorherigen Alben, im Tonstudio Hiltpoltstein aufgenommen. Die Abmischung führte Reinhold Mack im Union Studio München durch.

## Hintergrund
Extrabreit hatten 1980 ihr Debütalbum und nur ein Jahr später ihr zweites Album, Welch ein Land ! – Was für Männer:, veröffentlicht, die beide die Top Ten der deutschen Musikcharts erreichten. Beide Alben waren in dem von Jonas Porst betriebenen Tonstudio Hiltpoltstein in Hiltpoltstein aufgenommen worden.
Während der Planungsphase für das Konzept des nächsten Albums nahmen die Künstler Mali Beinhorn und Werner Büsch Kontakt zum Manager der Band, Jörg A. Hoppe, auf. Grund dafür war, dass die bereits für das Debütalbum der Gruppe verwendete Zeichnung eines sich die Haare raufenden Mannes von Büsch und Beinhorn stammte, die Band sie jedoch ohne deren Erlaubnis benutzt hatte.
Die Ursache für die Urheberrechtsverletzung erklärte Kai Havaii später so: „Wir hatten ‚Steve‘, wie ich ihn inzwischen nenne, nämlich 1979 in irgendeiner Underground-Zeitschrift als Reproduktion entdeckt – wie üblich ohne Copyright-Angaben. Der ganze Stil mutete aber ‚amerikanisch‘ an und wir nahmen an, dass das Bild aus den USA stammte. Jedenfalls waren wir da nicht zimperlich und benutzten es , vor allem bei unserer ersten Platte (...)“
In der auf die Verhandlungen folgenden Einigung erwarb die Band die Rechte an der Zeichnung, und zugleich erhielten Beinhorn und Büsch den Auftrag, für das Thema Rückkehr der phantastischen 5 zwei Poster zu zeichnen.
Die Arbeiten an den Aufnahmen begannen im Juni 1982. In Hiltpoltstein entstanden die meisten Songs des Albums, das Lied Her mit den Abenteuern, das bereits im Proberaum der Band im heimischen Hagen begonnen wurde, wurde hier fertiggestellt. Die Endfassung von Kleptomanie entstand im Studio, und die Auswahl der Lieder, die ihren Weg auf das Album finden, umfasste am Ende neun Titel. Ein weiterer, Verschwörung, der von Kai Havaii als „eine ziemlich langsame Nummer, die so einen etwas gefühligen Text hatte“ beschrieben wurde, landete nur auf der Musikkassettenausgabe des Albums, nachdem Tourmanager Norbert Thiel festgestellt hatte, das Lied würde sich anhören, als ob es von Peter Cornelius stamme.
Ein Lied, nämlich Duo Infernal, ein Duett mit Marianne Rosenberg, nahm die Band im Juli 1982 in den Hansa Studios in Berlin auf. Rosenberg, eigentlich als Schlagersternchen mit eher biederem Image bekannt, hatte das Angebot zur Zusammenarbeit mit der Band begeistert angenommen und zeigte sich während der Aufnahmen engagiert und flirtig.
Die ursprüngliche Abmischung des Albums nahm Toningenieur Manfred Neuner vor, doch mit dem Resultat war die Band, die mit dem Album ein gewisses Pop-Appeal zum Ziel gehabt hatte, nicht einverstanden. Sie wünschte sich einen „fetteren, breiteren Sound,“ sodass ein Remix des Albums erforderlich wurde. Da die Zeit bis zum geplanten Veröffentlichungstermin knapp war, war Eile geboten. Retter in der Not war Reinhold Mack, der sich einen Namen durch Produktionen für Queen, Electric Light Orchestra oder die Rolling Stones gemacht hatte.
Das Coverkonzept für das Album wurde von Manager Hoppe mit der Plattenfirma abgestimmt. Das Album sollte in fünf verschiedenfarbigen Plattenhüllen angeboten werden, deren untere linke Ecke jeweils fünf Einschusslöcher aufweisen sollte. Das Album, das am 1. September 1982 erschien, wurde daraufhin in den Farben Grün, Blau, Gelb, Orange und Pink angeboten. Die (für damalige Verhältnisse) nur in sehr geringer Stückzahl (ca. 5000 Stück) veröffentlichte CD-Version war nur mit blauem Booklet erhältlich.
Das Marketing für das Album begann mit einer Mailingaktion, in deren Rahmen Postkarten an einige tausend Fanadressen verschickt wurden. Auf der Postkarte, die sie erhielten, befand sich der erste von zwei Entwürfen, die das Zeichnerduo Mali & Werner (Beinhold und Büsch) angefertigt hatte. Es zeigte die Bandmitglieder als Comichelden vor einer chaotischen Stadtkulisse. Über dem Bild stand  der Text: „Der Amoklauf des Zeitmutators wird gestoppt – sieh, was heut los ist in Metropolis...“ Unter dem Bild war zu lesen: „Rückkehr der phantastischen 5: Ab 1.9. in Eurem Plattenladen!“
In den Plattenhüllen der Vinyl-Ausgaben steckte ein ebenfalls vom Mali & Werner gezeichnetes Poster im Format DIN A1, das die Bandmitglieder in Superheldenposen und -kostümen zeigte und mit „Extrabreit – Rückkehr der phantastischen 5!“ untertitelt war.
Für die zweite Single, Kleptomanie, wurden in Wien zwei Musikvideos von Rudi Dolezal und Hannes Rossacher gedreht. Das erste zeigte die Band in einer Livesituation in einem Hangar, die zweite ist dem Text des Liedes nachempfunden und wurde in einem dafür angemieteten Wiener Kaufhaus gedreht. Der Clip zeigte Sänger Kai Havaii, der, geschützt durch die übrigen Bandmitglieder, ein Paar Schuhe stahl. Nach einer Verfolgungsjagd endete er mit einer Tortenschlacht in der Wiener Innenstadt.

## Titelliste
| Nr. | Titel                        | Autor(en)             | Gastmusiker                                         | Länge |
| --- | ---------------------------- | --------------------- | --------------------------------------------------- | ----- |
| 1.  | Kleptomanie                  | Jäger-Ramig           |                                                     | 4:20  |
| 2.  | Duo Infernal                 | Jäger-Ramig           | Gesang: Marianne Rosenberg; Saxofon: Udo Schwendler | 3:46  |
| 3.  | Lass die Kleinen in Ruh      | Jäger, Wolfgang Luthe | Judith Lethaus                                      | 3:05  |
| 4.  | Her mit den Abenteuern       | Jäger-Ramig           |                                                     | 3:40  |
| 5.  | Komm nach Hagen              | Jäger-Ramig           |                                                     | 4:33  |
| 6.  | Superhelden                  | Jäger-Ramig           |                                                     | 4:04  |
| 7.  | Liebling                     | Jäger-Ramig           |                                                     | 2:44  |
| 8.  | Geisterbahn fahren           | Jäger-Ramig           |                                                     | 3:35  |
| 9.  | Kokain                       | Jäger-Ramig           |                                                     | 2:50  |
| 10. | Verschwörung (MC-Bonustrack) | Jäger-Ramig           |                                                     |       |

## Rezeption
Das Album erreichte unmittelbar nach Verkaufsstart Platz fünf der deutschen Musikcharts, die Single Her mit den Abenteuern jedoch nur Platz 70.
Für Musikexpress schrieb Holger Krüssmann, die „Ausgangslage für die phantastischen Fünf“ sei „optimal“ gewesen: Nach „zwei Rennern, die mit mehr oder weniger dürftigen Mitteln“ entstanden seien, seien nun zum ersten Mal die Mittel vorhanden gewesen, um sich „im Studio ausgiebig extrabreit zu machen.“ Die Band habe dabei aber den Fehler gemacht, sich „konkretem Streß“ auszusetzen. Zu jeder Sekunde müsse etwas „ganz Ungeheures passieren,“ um „schließlich etwas noch Gigantischeres abzuliefern.“ Daraus sei leider nichts geworden. Produzent Mack lasse „die Kollegen zwischen Soundgebirgen aus Gitarren und Tasten(!) bis zur Unkenntlichkeit schrumpfen,“ wobei Themen und Texte noch so toll sein könnten. Ein ganz „wichtiges Ding der Extrabreit–Erscheinung“ sei es gewesen, dass sie Chuzpe, Sex- und Provinzappeal rübergebracht hätten. Dies sei dann „mit wirklich guten Bildern und Witz und den Qualitäten einer nicht gerade superguten, aber straighten Rockband verbunden“ gewesen. Gezählt habe „die Möglichkeit zur Identifikation.“ Der Autor zog bei dieser Aussage einen Vergleich zu Rolling-Stones-Schlagzeuger Charlie Watts, der „ganz bewusst auch noch nie einen Schlag zuviel gespielt“ habe. Ganz deutlich werde es „ausgerechnet bei der Hagen–Hymne,“ die schon auf dem Hagen–Sampler in einer Version gebracht worden sei, die sich „in all ihrer Plärrigkeit und Dürftigkeit auf jeder Nobel–Anlage“ so toll angehört habe „wie auf dem Mister Hit für zwanzig Mark.“ Sie habe allerdings „exakt auf den Punkt“ getroffen und sei „sexy“ gewesen. Dinosaurier seien dagegen „nicht sexy.“ Der Autor vergab zwei von fünf möglichen Sternen.

## Trivia
In der Nacht vom 6. auf den 7. Juli 1982 kamen Mitglieder der Band auf die Idee für ein „Spiel“, nachdem sich einige der Musiker Schreckschusswaffen und Leuchtmunition in einem Waffengeschäft in Nürnberg gekauft hatten. Es wurden zwei Gruppen gebildet, die sich gegenseitig mit zwei Pkw durch den Ort jagten und beim Aufeinandertreffen beschossen. Das aufsehenerregende „Gefecht“ hatte auch zur Folge, dass Bandmitglieder am folgenden Tag den Hinweis von Einwohnern erhielten, dass man ihnen bei einer Wiederholung des Spiels tatsächlich „eins auf den Pelz brennen“ werde. In den Danksagungen auf der Innenhülle der Schallplatte stand daher nach der Veröffentlichung unter der Einleitung „Unser besonderer Dank gilt“ unter anderem zu lesen: „(...) Waffen Runge / Nürnberg + allen Einwohnern von Markt Hiltpoltstein für die Nacht vom 6. auf den 7. Juli 82.“